# Chibuto
Chibuto er en by i provinsen Gaza i Mozambique.
24°41′S 33°32′Ø / 24.683°S 33.533°Ø